# Austreskorve Glacier
Austreskorve Glacier är en glaciär i Antarktis. Den ligger i Östantarktis. Norge gör anspråk på området. Austreskorve Glacier ligger 1 589 meter över havet.
Terrängen runt Austreskorve Glacier är kuperad åt sydost, men åt nordväst är den platt. Trakten är obefolkad. Det finns inga samhällen i närheten. 